# Енгелберга
Енгелберга (на немски: Engelberga, Angilberga; * 830; † 23 март 890 или 891) е императрица като съпруга на Лудвиг II, император на Свещената Римска империя от 5 октомври 851 до неговата смърт на 12 август 875 г.

## Биография
Дъщеря е вероятно на Аделчис I, граф на Парма през 830-те години от рода на Супонидите.
На 5 октомври 851 г. Енгелберга се сгодява за Лудвиг (Каролинги). Тя взема голямо участие в политиката. Когато Лудвиг се разболява през 864 г. нейното влияние се засилва, но има голяма опозиция от благородниците.
Двамата нямат мъжки наследник и след като благородниците през януари 872 г. искат да я отстранят от двореца, тя започва същата година преговори с Лудвиг Немски, за да го направи наследник на трона. След смъртта на нейния съпруг († 12 август 875) горно-италианската аристокрация избира обаче западно-франкския крал Карл Плешиви за негов наследник и отнема така властта на Енгелберга.
Зетът на Карл Бозон Виенски отвлича дъщеря ѝ, Ермингарда, и се жени на сила за нея през март/юни 876 г. Карл, съпруг на Рихилда Прованска, сестра на Бозон, прави Бозон през 876 г. херцог на Италия. Енгелберга помага, в интерес на дъщеря си, на Бозон да стане на 15 октомври 879 г. крал на Долна Бургундия (Прованс). Тогава крал Карл Дебели изгонва Енгелберга в Швабия.
През октомври 882 г., след поражението на Бозон, тя има право да се върне в Италия и получава именията си. През 868 г. тя става игуменка на Св. Салваторе в Бреша, по-късно игуменка на основания от нея манастир Св. Систо в Пиаченца.
Умира между 896 и 901 г. Погребана е в Регенсбург.

## Деца
Лудвиг и Енгелберга имат две дъщери:
- Гизела (Гисла), * 852/855, † пр. 28 април 868, 861 игуменка на San Salvatore към Бреша;
- Ерменгарда, * 852/855, † 896 пр. 22 юни, 878 игуменка на San Salvatore към Бреша; ∞ март/юни 876 Бозон Виенски, † 11 януари 887, 876 dux на Италия, 877 граф на Троа, 15 октомври 879 крал на Долна Бургундия, погребан в St. Maurice във Виен (Бувиниди)

Енгелберга е баба на Лудвиг III Слепи Босонид, римски император 901/902 г.